# Les Ferreres (Sant Bartomeu del Grau)
Les Ferreres és un mas del municipi de Sant Bartomeu del Grau (Osona). La masia, la masoveria i la capella de Sant Jaume de les Ferreres estan incloses en l'Inventari del Patrimoni Arquitectònic Català.

## Masia les Ferreres
Edifici de planta rectangular amb tres pisos i golfes, cobert amb teulada a doble vessant. A l'esquerra té un cos allargat de dos pisos de porxo que allarga la façana principal. La distribució interior és la típica en altres masies catalanes a base de sales centrals al voltant de les quals es distribueixen les habitacions.

## Sant Jaume de les Ferreres
Capella situada a la dreta de la façana de la casa de les Ferreres. L'edifici és de planta rectangular, d'una sola nau sense absis i amb la coberta de teula àrab a doble vessant. La porta d'entrada presenta una llinda monolítica sobre la qual hi ha una petita finestra circular. Aquesta façana està culminada per una espadanya per a dues campanes.
La làpida funerària de les Ferreres, és monolítica i està decorada amb una calavera, dues tíbies creuades i un cor, les armes de la família Ferreres (estenalles, compàs i martell) i una inscripció que documenta la làpida el 1790 i correspon al Mas Ferreres.

## Masoveria de les Ferreres
Edifici de planta rectangular allargada, amb teulat a doble vessant lateral amb relació a la façana principal. L'edifici és de dues plantes i està construït amb pedres irregulars i poc morter, amb les obertures reforçades amb maons. Actualment és una construcció restaurada però conserva la seva estructura antiga i la porta d'entrada amb una arcada de dovelles de pedra.

## Història
La masoveria del segle xvii és la primera construcció que es conserva amb el nom de les Ferreres. La casa principal, situada poc més amunt d'aquesta construcció, i la capella de Sant Jaume són del segle xviii.
Situada a la vorera del camí que portava a Berga i no lluny d'una font, el nom de les Ferreres ve de les feines de ferrer que es realitzaven en aquesta casa, d'on també provenen les armes de la casa: unes tenalles, un compàs i un martell, conservades en una làpida mortuòria trobada a la parròquia de Sant Bartomeu del Grau i ara conservada davant la capella de Sant Jaume de les Ferreres.